# Santa Cristina di Tarantasca
Santa Cristina di Tarantasca è un piccolo centro urbano, frazione del comune di Tarantasca, nel cuneese (Piemonte). Posto ad un'altezza di 450 s.l.m. confina con Tarantasca, Busca, Villafalletto e Centallo.
Conta circa 40 abitanti, che sono chiamati santacristinesi.

## Monumenti e luoghi d'interesse
Vi si trovano tuttora vetusti edifici ormai in disuso correttamente datati e risalenti all'anno 1635. Di questa epoca secondo alcuni manoscritti rinvenuti ed in possesso della parrocchia, risale pure la parte absidale della chiesa, all'epoca piccola cappella di campagna, risulta oggi un edificio di culto in stile neo-classico che può ospitare 150 persone. Nell'anno 2007 ne è stato risistemato il tetto e abbellita con tinteggiature.

## Economia
L'economia è prevalentemente agricola, l'attività principale consiste nell'allevamento: bovino, suinicolo, cunicolo affiancato dalle colture di mais, frumento, foraggi, leguminose; considerevole è la produzione di latte.
Sofferente di grave degrado dovuto al forte calo demografico degli ultimi anni, causato da emigrazione di molti soggetti verso città industrializzate, ha subito la chiusura totale di: asilo infantile, scuole elementari, due esercizi alimentari, osteria e una azienda vinicola tuttora esistenti ma inoperosi.

## Festività
La festa patronale, che cade l'ultima domenica di luglio ed è dedicata a Santa Cristina martire, viene allietata dal 1998 dalla manifestazione cantasantacristina, gara canora ideata e condotta da "gli amici del cantatarantasca".
Opera in loco da parecchi anni il circolo ACLI ubicato nel salone parrocchiale dell'ex asilo infantile.

## Leggende
Stando ai convinti racconti di molti anziani, la tradizione vuole che, nei fitti boschi di cui un tempo era ricoperto il territorio, si aggirassero nottetempo ambigue presenze: le masche, individui scellerati, predisposti al male, che di notte assumevano sembianze animalesche per tornare esseri umani all'alba. Raccontava testualmente un'anziana: 
()
 Ancora visibili in alcuni antichi edifici sopra citati, tracce fuligginose a forma di croce, tracciati sulle arcate degli ingressi la notte della Candelora da ogni capofamiglia con l'ausilio di una candela accesa; questo per scongiurare avvenimenti simili. A ricordo di questo esiste tutt'oggi una via, la via delle masche che dall'abitato proseguendo verso Boschetti (Centallo), incrocia la provinciale Saluzzo-Cuneo accedendo ad un vetusto e lugubre podere detto appunto cascina delle masche, si immette sulla provinciale Villafalletto-Centallo e prosegue per Vottignasco.